# تشاه دامداري شعيبي
تشاه دامداري شعيبي (بالإنجليزية: Chah-e Damdari Shoeybi)‏ هي مستوطنة تقع في Howmeh Rural District في إيران.